# موراي ووكر
موراي ووكر (بالإنجليزية: Murray Walker)‏ (و. 1923  م) هو معلق رياضي، وصحفي، ومقدم تلفزيوني بريطاني، ولد في برمينغهام.

## التعليم
تعلم في مدرسة هايغيت ‏، والكلية العسكرية الملكية بساندهيرست ‏.

## الخدمة العسكرية
خدم في الجيش البريطاني.

## جوائز
حصل على جوائز منها:
- نيشان الامبراطورية البريطانية من رتبة ضابط.